# Podkriváň
Podkriváň é um município da Eslováquia, situado no distrito de Detva, na região de Banská Bystrica. Tem 25,89 km² de área e sua população em 2018 foi estimada em 562 habitantes.

## Demografia
| Ano:        | 1994 | 2004    | 2014   | 2024   |
| ----------- | ---- | ------- | ------ | ------ |
| Broj ljudi: | 725  | 616     | 594    | 561    |
| Razlika:    |      | -15,03% | -3,57% | -5,55% |

| Ano:               | 2023 | 2024   |
| ------------------ | ---- | ------ |
| Número de pessoas: | 546  | 561    |
| Diferença:         |      | +2,74% |